# Atacul de la Mers-el-Kébir
Atacul de la Mers-el-Kébir, parte a Operațiunii Catapult, denumită și Bătălia de la Mers-el-Kébir, a fost o confruntare navală care a avut loc lângă Mers-el-Kébir pe 3 iulie 1940. Un grup naval britanic a atacat grosul flotei franceze care era ancorată lângă coasta Algeriei franceze. Agresiunea a dus la moartea a 1297 de marinari francezi, scufundarea unui cuirasat și avarierea a cinci nave de luptă. Alte 59 de vase franceze de război care se aflau în porturi britanice au fost capturate; unele echipaje au opus rezistență și au existat victime. Franța și Marea Britanie nu se aflau în război, dar Franța semnase un armistițiu cu Germania nazistă și guvernul britanic se temea că flota franceză va ajunge în mâinile Kriegsmarine. Deși amiralul francez François Darlan l-a asigurat pe Winston Churchill că flota franceză nu va ajunge în mâinile germanilor, britanicii au considerat că promisiunea lui Darlan nu este suficientă. Ulterior, în noiembrie 1942, când germanii chiar au încercat să captureze flota franceză ancorată la Toulon, guvernul de la Vichy a preferat să-și sabordeze navele de luptă decât să le predea germanilor sau englezilor. Atacul din 1940 rămâne un act controversat și a creat ranchiună între Franța și Marea Britanie, dar a demonstrat lumii, și Statelor Unite ale Americii în particular, angajamentul britanicilor de a continua lupta cu Germania nazistă.

Schița atacului de la Mers-el-Kébir

## Victime

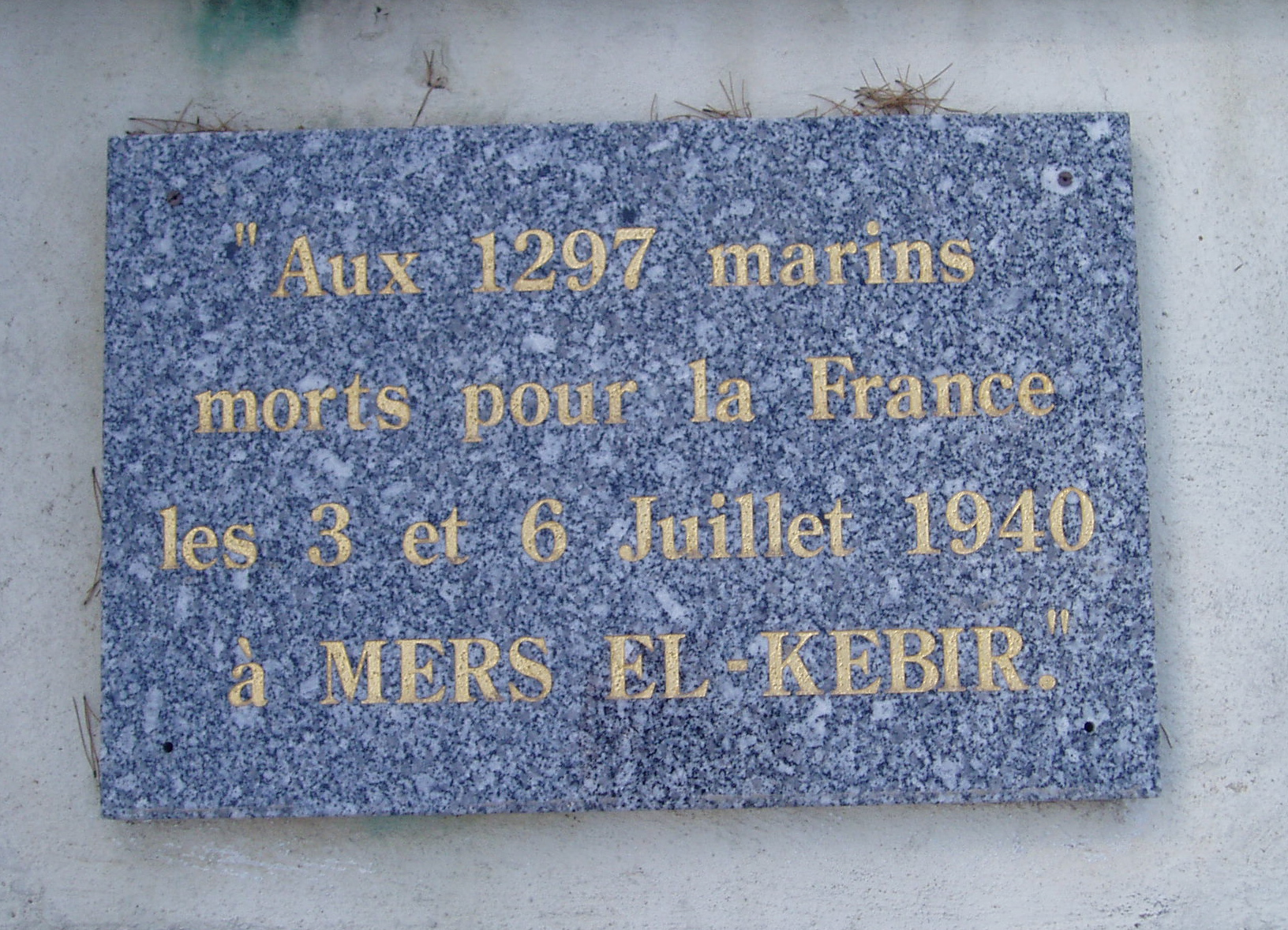
Memorial la Toulon pentru cei 1.297 marinari francezi căzuți la Mers El Kebir

|                      | Ofțeri | Subofițeri | Marinari | Total |      |
| -------------------- | ------ | ---------- | -------- | ----- | ---- |
| Bretagne             | 2      | 36         | 151      | 825   | 1012 |
| Dunkerque            | 2      | 9          | 32       | 169   | 210  |
| Provence             | 2      | 1          | 2        | —     | 3    |
| Strasbourg           | 2      | —          | 2        | 3     | 5    |
| Mogador              | 2      | —          | 3        | 35    | 38   |
| Rigault de Genouilly | 2      | —          | 3        | 9     | 12   |
| Terre Neuve          | 1      | 1          | 6        | 8     |      |
| Armen                | —      | 3          | 3        | 6     |      |
| Esterel              | 1      | 5          | —        | 6     |      |
| Total                | 48     | 202        | 1,050    | 1,300 |      |
| Avioane              | —      | —          | —        | 2     |      |